# Coptera inaequalifrons
Coptera inaequalifrons är en stekelart som först beskrevs av Carl-Axel Jansson 1942.  Coptera inaequalifrons ingår i släktet Coptera, och familjen hyllhornsteklar. Arten är reproducerande i Sverige.